# Guy Graham Musser
Guy Graham Musser (Salt Lake City, 10 agosto 1936 – 22 ottobre 2019) è stato uno zoologo statunitense.
Conseguì la laurea in zoologia presso l'Università del Michigan nel 1967. Nel 1966 divenne assistente curatore della collezione Archbold presso l'American Museum of Natural History di New York.
Durante la sua carriera identificò e descrisse innumerevoli specie di roditori, in particolare di muridi del sud-est asiatico.
A lui sono state dedicate le seguenti specie e generi:
- Archboldomys musseri
- Musseromys
- Pseudohydromys musseri.